# Processo Milch
Il processo Milch (o ufficialmente, Gli Stati Uniti d'America contro Erhard Milch) è stato il secondo dei dodici processi per crimini di guerra che le autorità statunitensi hanno tenuto, nella loro zona di occupazione in Germania, a Norimberga dopo la fine della seconda guerra mondiale. Questi dodici processi si sono svolti tutti davanti ai tribunali militari statunitensi, non davanti al Tribunale Militare Internazionale, ma si sono svolti nelle stesse stanze del Palazzo di Giustizia. I dodici processi statunitensi sono noti collettivamente come "Processi secondari di Norimberga" o, più formalmente, come "Processi per criminali di guerra davanti ai tribunali militari di Norimberga" (NMT).

## Il processo
Nel processo Milch, l'ex Generalfeldmarschall della Luftwaffe Erhard Milch è stato accusato di aver commesso diversi crimini di guerra e crimini contro l'umanità. L'atto d'accusa fu presentato il 13 novembre 1946. Le accuse contro Milch furono riassunte da Michael A. Musmanno (uno dei giudici del tribunale) come segue:

### Le accuse
1. Erhard Milch era accusato di aver commesso consapevolmente crimini di guerra come direttore e complice in iniziative che comportavano lavoro in schiavitù e anche di aver partecipato volontariamente e consapevolmente a iniziative che comportavano l'utilizzo di prigionieri di guerra in operazioni di guerra contrarie alle convenzioni internazionali e alle leggi e agli usi di guerra.
2. L'imputato era accusato di aver consapevolmente e volontariamente partecipato ad iniziative che comportavano esperimenti medici non consensuali e di esito fatale su prigionieri di guerra e su civili di nazioni all'epoca in guerra contro il Terzo Reich.
3. Nel terzo capo d'accusa Milch era imputato di responsabilità per lavoro forzato ed esperimenti medici fatali, nello stesso modo indicato nei primi due capi di imputazione, salvo che qui le presunte vittime sono qualificate come cittadini tedeschi e cittadini di altri paesi (non in guerra contro il Terzo Reich).

### I giudici
I giudici nel suo caso, sentito prima il Tribunale Militare II, erano Robert M. Toms (presidente) da Detroit, Fitzroy Donald Phillips dal North Carolina, Michael A. Musmanno da Pittsburgh, e John J. Speight dall'Alabama (come giudice supplente). Il Capo del Consiglio per l'accusa era Telford Taylor, e l'avvocato capo del processo era Clark Denney. L'assistente legale per l'accusa includeva James S. Conway, Dorothy M. Hunt, Henry T. King, Jr., Raymond J. McMahon, Jr., e Maurice C. Myers. I difensori erano Friedrich Bergold e Werner Milch (il fratello dell'imputato).

### La condanna
Il 20 dicembre 1946, Milch si dichiarò "non colpevole" per tutte le accuse; il processo durò dal 2 gennaio 1947 al 17 aprile 1947: il tribunale dichiarò Milch colpevole nei capi 1 e 3, ma lo assolse sul capo 2 dell'accusa. Il 17 aprile 1947, Milch fu condannato all'ergastolo nella prigione di Rebdorf, vicino a Monaco. La sentenza fu commutata da John J. McCloy, Alto Commissario della Germania, in 15 anni di reclusione nel 1951. Milch fu rilasciato sulla parola nel giugno 1954.
Durante la sua incarcerazione, Milch ha presentato una richiesta di permesso per sottoporre una petizione per un atto di habeas corpus davanti alla Corte Suprema degli Stati Uniti. La Corte ha negato il permesso per motivi giurisdizionali con un voto di 4-4, con quattro giudici (JJ. Black, Douglas, Murphy e Rutledge) che hanno votato per un'udienza completa sulla questione della giurisdizione, e il giudice Jackson, che era il procuratore principale durante i crimini di guerra di Norimberga, ricusando se stesso.